# Ясс, Марис
Марис Ясс (латыш. Māris Jass; 18 января 1985, Рига, Латвийская ССР, СССР) — латвийский хоккеист, защитник польского клуба «ГКС Катовице», выступающего в Главной Польской лиге.

## Карьера

### Клубная
Ранее выступал за команду «Сталкер/Юниорс» из Даугавпилса, «Металургс» из Лиепаи, тольяттинскую «Ладу» (в её составе выиграл Континентальный кубок по хоккею с шайбой 2006), пражскую «Славию», «Нитру» из Словакии, а также ХК-36 из Скалицы.

### В сборной
В сборной Латвии сыграл на чемпионатах мира 2006 и 2010, в составе молодёжной сборной играл на ЧМ-2005, в состав юношеской сборной играл на ЧМ-2002.

## Личная жизнь
Есть младший брат Коба (род. в 1990) — также профессиональный хоккеист. Жена Анна, дочь Лучана  и Каролина